# 信仰的終結：宗教、恐怖行動及理性的未來
《信仰的終結：宗教、恐怖行動及理性的未來》（英語：The End of Faith）是山姆·哈里斯撰寫的一本書，英文原文版本於2004年8月11日出版，有關有組織的宗教活動、宗教信仰對理性思維的衝擊、以及對原教旨主義（亦作基要主義）的容讓所帶來的問題。作者以反讽的手法，犀利地批判宗教的僵化教條，并提倡用哲學和科學作为人類共同的理性基礎。
本書成書於美國紐約市九一一襲擊事件發生之後,對各種形式的宗教信仰作出了廣闊範圍的批判。
这本书于2004年8月11日出版，并于次年获得美国笔会/玛莎·阿尔布兰德第一非小说奖。平装本于2005年10月出版。同月，它以第四名的成绩进入纽约时报畅销书榜，并在榜单上持续了33周。
作为对《信仰的终结》的批评和反馈的回应，哈里斯在两年后写了《一封到基督教国家的信》。

## 概要
《信仰的终结》以一篇关于自杀式炸弹袭击者生命中的最后一天的文学报道开场。在介绍性的一章中，哈里斯呼吁结束对相互竞争的宗教信仰体系的尊重和宽容，他将其描述为“同样没有受到证据的污染”。哈里斯在关注携带大规模杀伤性武器的宗教极端组织构成的危险的同时，也同样批评宗教温和，他将其描述为“宗教暴力永远无法得到充分反对的背景环境。”
哈里斯继续研究信仰本身的性质，挑战我们在任何意义上都可以享有信仰自由的概念，并认为“信仰是潜在行动的源泉”。相反，他认为，为了有用，信仰必须在逻辑上连贯一致，并真正代表现实世界。只要宗教信仰没有建立在经验证据的基础上，哈里斯就把宗教比作一种精神疾病，他说，这种疾病“让原本正常的人收获疯狂的果实，并将其视为神圣。”
他认为，可能存在“数字上的理智”，但“在我们的社会中，相信宇宙的创造者能听到你的祈祷是正常的，而相信他通过在你卧室窗户上放莫尔斯电码的雨龙头与你交流，则表明精神疾病，这只是历史的偶然。”
哈里斯随后对基督教进行了简短的调查，考察了宗教裁判所和迫害女巫和犹太人的情况。他认为，对异教徒的折磨远非反常，而是基督教教义的逻辑表达——他说，圣奥古斯丁等人显然证明了这一点。更进一步地说，哈里斯认为大屠杀本质上是从历史上的基督教反犹太主义中汲取灵感。“不管你是否知道，”他说，“纳粹都是宗教的代理人。”
《信仰的终结》的争议之处之一是对伊斯兰教的毫不妥协的评估和批评，哈里斯将其描述为“死亡崇拜”。他推断出伊斯兰教义与九一一等恐怖暴行之间存在明显联系，他引用《古兰经》中呼吁使用暴力的话支持这一观点。
他还介绍了皮尤研究中心的数据，声称这表明全世界有相当大比例的穆斯林认为自杀式炸弹袭击是一种合法的策略。哈里斯在抨击他所说的“左派的不理性”时，批评诺姆·乔姆斯基等人在他看来表现出了将这种态度的全部责任归咎于美国外交政策的不合逻辑的意愿。
哈里斯还批评了美国基督教右翼在影响发展中国家的药物政策、胚胎干细胞研究和艾滋病预防等领域的作用。哈里斯认为，这是一种稳步走向神权政治的趋势，他强烈批评立法机关和司法机关的领军人物，认为他们在各个领域都未能毫不掩饰地将政教分离。“我们不仅仍然吃着古代世界的内脏，”他断言，“我们对此感到非常自豪。”
接下来，哈里斯继续概述了他所说的“善与恶的科学”——一种理性的伦理学方法，他声称这必须以人类幸福和痛苦的问题为前提。他谈到了维持“道德共同体”的必要性，他认为“被拯救者”和“被诅咒者”的独立宗教道德身份不能发挥任何作用。但哈里斯对道德相对主义的立场持批评态度，也对他所说的“和平主义的错误选择”持批评态度。在另一篇有争议的文章中，他比较了战争期间附带损害和司法酷刑引发的伦理问题。他得出的结论是，附带损害在道德上更麻烦。哈里斯总结道：“如果我们不愿意使用酷刑，我们就应该不愿意发动现代战争。”。
最后，哈里斯转向了灵性，在那里他特别从东方宗教的实践中获得灵感。他写道，西方有神秘主义者，并称其中一些为“非凡的男人和女人”，如埃克哈特大师、十字若望、亚维拉的德兰、萨罗夫的塞拉芬，但就西方精神而言，“我们似乎一直站在侏儒的肩膀上。”他讨论了意识的本质，以及如何通过冥想的技巧使我们的“自我”感消失。哈里斯引用了东方神秘主义者的话，如莲花生和尼萨加达塔·马哈拉吉，但他不承认自己的论点中有任何超自然因素——“神秘主义是一种理性的事业，”他认为，“宗教不是。”他后来阐述道：“神秘主义者对他所信仰的东西有理由，这些理由是经验的。”他说，一个人对世界的体验有可能“彻底改变”，但我们必须用“理性的术语”来谈论这种可能性。
我们唯一需要召唤的天使是那些本性更好的人：理性、诚实和爱。我们唯一必须害怕的恶魔是那些潜伏在每个人心中的恶魔：无知、仇恨、贪婪和信仰，这无疑是魔鬼的杰作。

## 评价

### 正面
约翰·哈里（Johann Hari）在为《独立报》（The Independent）撰稿时基本上是正面的，他将这本书描述为“一次勇敢、好斗的尝试，试图拆除目前使宗教人士免受批评的墙。”
其他广泛正面的评价来自娜塔莉·安吉尔、丹尼尔·布鲁和斯蒂芬妮·梅里特。
理查德·道金斯也为这本书背书。

### 负面
在《自由调查》的一篇评论中，编辑托马斯·W·弗林声称，哈里斯的个人政治和精神语言的使用给他的论点蒙上了阴影。哈里斯后来将弗林的评论描述为“混杂、误导，最终令人愤怒”。
大卫·博尔顿为《新人文主义者》撰写的另一篇评论称，这本书包含了“令人震惊的过于简单化、夸大和省略”
基督徒的批评性评论包括小阿尔伯特·莫勒为《基督教邮报》撰写的评论和马修·辛普森为《今日基督教》撰写的批评。马德琳·邦廷（Madeleine Bunting）在《卫报》（The Guardian）上撰文援引哈里斯（Harris）的话说：“有些主张非常危险，甚至可能因为相信这些主张而杀人。”邦廷评论道：“这听起来正是宗教裁判所负责人提出的那种论点。”
神学家凯瑟琳·凯勒引用了同一段话，问道：“还有比这更危险的命题吗？”并认为它所代表的“反宽容”将“摧毁”教会和国家之间的杰斐逊墙。

### 回应
2005年出版的《信仰的终结》平装版包含了一个新的后记，哈里斯在其中回应了自出版以来他受到的一些更受欢迎的批评。他的文章《对争议的回应》也澄清了一段明显令人不安的段落的背景，那就是他指的是非常具体的案件，比如出于宗教动机的恐怖分子，在这些案件中，试图杀死一名杀人的恐怖分子基本上构成了为了他们所持有的信仰而杀人，即认为他们特定信仰的不信教者应该被杀害。